# Motonobu Ogino
Motonobu Ogino (荻野 元伸 Ogino Motonobu?), född 27 juni 2002 i Kyoto prefektur, är en japansk fotbollsspelare.
Ogino började sin karriär 2020 i Gamba Osaka.